# Distorsió harmònica total

Una animació que il·lustra la suma harmònica

La distorsió harmònica total d'un  senyal, o THD (de l'anglès: total harmonic distorsion), és una mesura de la distorsió harmònica present, i es defineix com el quocient de la suma de les potències de tots els components harmònics de la freqüència fonamental.

## Definició matemàtica del THD (Total Harmonic Distorsion)
Si en un sistema no lineal introduïm un to de freqüència {\displaystyle f_{0}\,}, a la sortida tindrem aquest mateix to (amb una amplitud i fase possiblement diferents) i, sumat a ell, altres tons de freqüència {\displaystyle 2f_{0},3f_{0},\ldots \,} anomenats  harmònics  del to fonamental {\displaystyle f_{0}\,}. Doncs bé, el THD es calcula així: 

 {\displaystyle {\mbox{THD}}={\sum {\mbox{Potència dels harmònics}} \over {\mbox{Potència de la freqüència fonamental}}}={{P_{1}+P_{2}+P_{3}+\cdots +P_{n}} \over P_{0}}}

on {\displaystyle p_{0}} és la potència del to fonamental i {\displaystyle P_{i}} amb {\displaystyle i>0} és la potència de l'harmònic i-èsim que conté el senyal. Totes les mesures de potència es realitzen a la sortida del sistema, mitjançant un filtre pas banda i un oscil·loscopi o bé mitjançant un analitzador d'espectre.
En realitat hi ha diversos criteris per definir el THD, com considerar la relació entre voltatges o corrents